# 烏拿·艾瑪利
烏拿·艾瑪利·埃切戈延（巴斯克語發音：[unai emeɾi etʃeɣoien]，1971年11月3日—），是一名西班牙足球教練，巴斯克族，目前擔任英超俱樂部阿士東維拉主教練、西班牙皇家足協甲組聯賽球會皇家伊伦联班主。他之前曾經執教西維爾、巴黎聖日耳門及阿仙奴等球會。
艾瑪利出身自一個守門員世家，他的祖父及父親都是一位守門員，但他自己的職業生涯表演並不突出，長期都在低組別聯賽打滾。最後在2004年決定退休，轉任教練。
2021年6月，烏奈·埃梅里宣布擁有西班牙皇家足協甲組聯賽球會皇家伊伦联控股權成為班主，他的祖父安東尼奧、父親胡安都曾為皇家伊伦联效力。

## 執教生涯

### 盧卡
他於03-04球季在西丙隊伍盧卡踢完生涯最後一季之後決定退休，並直接在該隊轉任教練。他在職教的首個球季就帶領球隊完成隊史首次升級西乙的夢想，並隨即在西乙的第一季又拿到了第五名的佳績，和升級區僅有5分的微小差距，差點完成連升兩級的成就，他個人則是獲得西乙年度最佳教練的獎項。隨後他被同在西乙的阿爾梅里亞挖角，盧卡隨即在06-07球季墊底，只能再次回到西丙。

### 阿爾梅里亞
對比於盧卡的慘澹球季，05-06球季以2分之差落後盧卡而排名第六的阿爾梅里亞，在埃梅里到來後果然在下一個賽季就升到了西乙第二，迎來了隊史首次的西甲賽季。在開季前各大媒體的預測中，阿爾梅里亞多半被預測為第二十名的降級熱門隊伍；結果到了4月的時候，球隊已經基本保級成功，最後以第8名完成賽季，隨後被另一支西甲球隊瓦倫西亞挖角，在他離開艾美利亞時向艾美利亞球迷道歉，並表示不會忘記艾美利亞。
阿爾梅里亞能夠在第一次參與西甲賽事就獲得成功，埃梅里實在居功不少，球隊有超過40%的入球是來自定位球，可見其死球戰術是相當之出色。僅僅4年時間，埃梅里已成為西班牙最有潛質的教練，他四年間都交出令人跌破眼鏡的成績單：帶領西丙中段球隊球隊升級、並差點直升西甲，轉至另一隻西乙隊伍後又能一年內升級西甲並安全的保級。

### 華倫西亞
在華倫西亞的首個球季，儘管球隊經歷嚴重的經濟問題，艾瑪利帶領華倫西亞以第六名完成賽季，晉級來屇的欧足联欧洲联赛。下一季華倫西亞的成績更上一層樓，以第三名的成績完成賽季，從而重返缺席兩季的歐冠。雖然在2010年夏天，華倫西亞被迫把隊中兩名參加世界杯的主將大卫·比利亚及大衛·席爾瓦賣走以紓解財困，但華倫西亞在隨後兩季仍然可以以第三名的成績完成賽季。2012年夏天，艾瑪利離開華倫西亞。

### 莫斯科斯巴達
2012年5月，艾瑪利被任命為俄超球隊莫斯科斯巴達下一季的主教練。但不足半年，首次離開西甲賽場的埃梅里似乎適應不佳，在主場以1-5不敵同城的莫斯科迪纳摩後，被辭退主教練的位置。

### 塞維利亞
下個球季時，埃梅里回到西班牙接任主教練，雖然在西甲不能打破馬競、皇馬和巴薩三巨頭的壟斷，但他在歐洲賽場上取得了巨大的成功，帶領球隊連三年贏下欧足联欧洲联赛，成為該賽事史上最成功的主教練：2014年決賽點球擊敗葡萄牙的本菲卡、2015年決賽擊敗烏克蘭的第聂伯罗、2016年決賽擊敗英格蘭的利物浦，連續三季奪得欧足联欧洲联赛冠軍。隨後，合約還剩一年的埃梅里表達了離隊的意願，於歐聯決賽後數周，雙方宣布和平解約，埃梅里加入了法甲新世代的豪門球隊巴黎聖日耳曼。

### 巴黎聖日耳門
在签下两年合约之后，埃梅里首先带队在2016夏天获得了法国超级杯。在之后法国杯与法联杯的比赛中，巴黎圣日尔曼都夺得了两连冠，并且拿下了2017-18赛季的法甲联赛冠军。但在歐冠賽場上都沒有辦法突破，連兩年以十六強作收。合約到期後，雙方決定不續約和平分手。

### 阿仙奴
2018年5月23日，艾瑪利開始擔任阿仙奴的新教練，簽約2年，接替離隊的傳奇教練溫格。8月13日，他於首戰對陣曼城時以0比2落敗。8月25日，经历了球队两连败的艾瑪利帶領球隊於主場以3比1擊敗韋斯咸，擔任新教練後首次勝出比賽。第一個英超賽季，兵工廠以1分之差屈居第五（70分，第四名熱刺71分），相較於上個賽季稍有進步。
2019年5月3日，埃梅里带领阿森纳进入欧联杯决赛，这也是他教练生涯第四次进入欧联杯决赛，然而最後以1：4慘敗給切爾西，兵工廠在歐洲跟本土聯賽都僅差一步之遙的情況下，再次無緣下一季的歐冠。同時，更是艾瑪利至今5次帶領執教的球員進入歐霸決賽中，唯一輸的1次。2019年11月29日，隨著球會近27年來首次連續7戰不勝，及在歐霸盃主場不敵法蘭克福後，艾馬利正式被解僱，並由助教永贝里暫時頂替其位置。

### 比利亞雷阿爾
2020–21賽季，艾瑪利接手帶領上季以60分位居西甲第五的的小球会，“黄色潜水艇”比利亞雷阿爾。上半季原先長期位於西甲前四的他們，下半季逐漸因為雙線作戰而出現疲態。眼見前四名隊伍已逐漸拉開和其他人的差距，這時他做出了極為果敢冒險的決定：不重蹈在兵工廠第一年歐霸亞軍+聯賽一分之差落居第五的覆轍，在西甲輪休以全力備戰歐霸。雖然在西甲戰績一路下滑至第七，但最後他們於2020–21年歐霸盃淘汰賽於四強淘汰兵工廠後，在決賽對上曼聯在點球大戰以11比10獲勝，贏得歐霸盃冠軍，這也是比利亞雷阿爾隊史第一座獎盃（若不採計實際上等同歐霸資格賽的托托盃）。
2021-22赛季，埃梅里带领比利亚雷亚尔在欧冠淘汰赛中接连淘汰劲旅尤文图斯与拜仁慕尼黑，带领比利亚雷亚尔打入四强。

### 阿斯顿维拉

#### 2022–23赛季：从力争保级到重回欧洲联赛
2022年10月24日，埃梅里被任命为阿斯顿维拉的主教练，此前球队支付了据称600万欧元（520万英镑）的解约费给比利亚雷亚尔。由于工作许可的形式，任命直到11月1日才正式完成；而在此之前，维拉在前任教練史提芬·謝拉特的指挥下只赢得了前十一场比赛中的两场，随后被解雇。当时，维拉在联赛积分榜上排名第16，仅比降级区高出两个名次，与降级区仅有一分之差。11月6日，埃梅里赢得了他执教下的首场比赛，以3-1击败曼联，这是维拉自1995年8月以来在英超联赛主场对阵曼联的首次胜利。他的球队在2023年1月8日以2-1在主场被英格兰足球联赛两队史提芬納治淘汰出足总杯的第三轮比赛中被淘汰，这是维拉连续第七个赛季未能晋级足总杯第三轮，他在比赛后批评了球员的心态。
自埃梅里执教以来，在2022-23赛季期间，维拉在他的25场联赛中赢得了15场比赛，并从可能的75分中获得了49分，这仅次于排名第一的曼城、第二的阿森纳、第三的曼联和第五的利物浦，在埃梅里执教后获得更多积分。在埃梅里执教的第19场联赛，也就是2023年4月22日与布伦特福德的1-1平局比赛中，埃梅里的阿斯顿维拉打破了英超历史上新任主教练带队连续联赛比赛进球次数的记录，在此之前，他们以1-0击败富勒姆，但在4月30日以0-1输给曼联，创造了新的连续20场比赛的记录。在2023年4月的5场胜利，1场平局和1场失利导致埃梅里获得了英超联赛的本月最佳主教练奖。
5月13日以2-1击败托特纳姆热刺不仅意味着维拉自1995-96赛季以来首次在联赛中两次击败百合子军团，而且确保了联赛中的前半段位置，并在5月20日与利物浦的1-1战平确保了第9名的位置，这是自2010-11赛季以来维拉在英超联赛中的最高排名。在最后一轮比赛中，维拉以2-1击败布莱顿，以获得第7名并获得参加欧洲联赛的资格，这是自2010-11赛季以来俱乐部首次参加欧洲比赛，也是埃梅里连续第16个赛季参加欧洲比赛。许多体育记者和评论员称赞埃梅里在如此短的时间内改变了维拉，埃梅里被提名为英超联赛赛季最佳主教练奖；获奖者佩普·瓜迪奥拉在接受奖项时也提到了埃梅里，以及其他被提名的主教练米克尔·阿尔特塔、豪伊、席尔瓦和奥尼尔，称赞每个人“本赛季工作出色”。
2023年4月15日以3-0击败纽卡斯尔，维拉首次自1998年以来连续赢得五场英超联赛比赛，并在最后一轮比赛中在维拉公园对阵布莱顿的胜利不仅意味着维拉自1992-93赛季以来首次连续赢得七场联赛比赛，而且是他们本赛季的第18场联赛胜利，埃梅里执教下的第15场胜利，为他们在38场比赛赛季中最多的联赛胜利之一。
2023–24賽季：大熟大勇
在此賽季，由他帶領下該球會脫胎換骨，取得聯賽第4名，另外還成功打入來年闊別41年的歐聯資格。
2024年4月23日，艾瑪利獲阿士東維拉續約至2027年。

## 榮譽

### 執教生涯
西維爾
- 欧霸杯：2014、2015、2016

 巴黎聖日耳門
- 法国足球甲级联赛：2017–18[12]
- 法國盃：2016–17[13]、2017–18
- 法國聯賽盃：2016-17賽季（英语：2016–17 Coupe de la Ligue）、2017-18賽季（英语：2017–18 Coupe de la Ligue）[14]
- 法國超級盃：2016年（英语：2016 Trophée des Champions）、2017年（英语：2017 Trophée des Champions）[15]

 比利亞雷阿爾
- 歐霸盃冠軍：2021[9]

個人榮譽
- 法甲年度最佳教練：2017-18
- 西乙年度最佳教練：2005-06、2006-07